# Troghi
Troghi è una frazione del comune di Rignano sull'Arno, nella città metropolitana di Firenze.

## Storia
Durante la Seconda guerra mondiale, nelle immediate vicinanze della frazione, si ebbe la strage della famiglia Einstein.

## Infrastrutture e trasporti
situata a circa 6 km dallo stesso lungo la Strada Provinciale 1, nota anche come "Vecchia Aretina", che collega Firenze ad Incisa in Val d'Arno.

## Sport
È dotata di uno stadio comunale dove gioca la Polisportiva Tro.Ce.Do 1988 che unisce l'esperienza calcistica dei tre paesi della vallata rignanese, ovvero Troghi, Cellai e San Donato in Collina.